# Angel Eyes (film, 2001)
Pour les articles homonymes, voir Angel Eyes.
Pour plus de détails, voir Fiche technique et Distribution.
Angel Eyes ou Les yeux d'un ange au Québec (Angel Eyes) est un film américain, réalisé par Luis Mandoki, sorti en 2001.

## Synopsis
Sharon Pogue est une flic intègre et courageuse, mais à la vie privée compliquée. Une nuit, elle échappe à la mort grâce à Catch, un obscur inconnu. Errant dans la ville, il traîne un passé dramatique dont il garde obstinément le secret. D'emblée, Sharon se sent attirée par l'homme et son mystère.
Tous deux tombent très vite amoureux.

## Fiche technique
- Titre : Angel Eyes
- Réalisation : Luis Mandoki
- Scénario : Gerald Di Pego
- Photographie : Piotr Sobociński
- Décor : Dean Tavoularis
- Musique: Marco Beltrami
- Montage : Gerald B. Greenberg
- Production : Bruce Berman, Mark Canton, Bernie Goldmann, Elie Samaha
- Société de production : Franchise Pictures, Epsilon Motion Pictures, The Canton Company, Angel Eyes Productions, AE Two Film Productions et Morgan Creek Productions
- Société de distribution : Warner Bros. France
- Pays de production :  États-Unis
- Langue originale : anglais
- Format : Couleur
- Genre : Romance
- Durée : 102 minutes
- Dates de sortie : 
  - États-Unis :  18 mai 2001
  - France : 10 octobre 2001

## Distribution
- Jennifer Lopez (VF : Annie Milon / VQ : Hélène Mondoux) : Sharon Pogue
- Jim Caviezel (VF: Didier Cherbuy / VQ : Daniel Picard) : Steven "Catch" Lambert
- Terrence Howard (VF : Bruno Henry / VQ : Gilbert Lachance) : Robby
- Sonia Braga (VQ : Élise Bertrand) : Josephine Pogue
- Jeremy Sisto (VF : Boris Rehlinger / VQ : Alain Zouvi) : Larry
- Shirley Knight (VF : Hélène Vanura / VQ : Louise Rémy) : Elanora Davis
- Victor Argo (VQ : Aubert Pallascio) : Carl Pogue
- Monet Mazur (VQ : Valérie Gagné) : Kathy Pogue
- Jeremy Ratchford (VQ : Pierre Auger) : Ray